# Michaël Chrétien Basser
Michaël Basser Chrétien (nacido el 10 de julio de 1984 en Nancy) es un exjugador de fútbol franco-marroquí, de padre marroquí y madre francesa. 
Basser empezó a jugar en el AS Nancy, a los cinco años. Después de estar dos años en la academia de Medina en Meuse, FC Metz y Auxerre mostraron interés por contratarlo, pero él decidió permanecer leal a Nancy. Sin embargo, en febrero de 2004 firmó su primer contrato profesional con el club, a pesar de haber realizado su estreno en la liga francesa en noviembre de 2002. Cuando juega con el Nancy usa el apellido de soltera de su madre Chrétien, pero cuando representa a Marruecos, usa el apellido de su padre Basser.
En 2011 el internacional marroquí ficha por el Bursaspor de la Liga Turca por 400.000 euros.
En enero de 2014 firma como cedido con el RC Strasbourg un contrato de 6 meses.
El 22 de julio de 2015 Chretien vuelve al AS Nancy, equipo al que se unió a la edad de cinco años. 

## La carrera internacional
Durante su juventud jugó en la selección francesa de manera internacional, Chrétien recibió una invitación de Marruecos para jugar en su selección ya a una edad normal, llamándole para asistir al amistoso contra Túnez, el 7 de febrero de 2007.

### Participaciones internacionales
| Torneo                         | Sede                      | Resultado    |
| ------------------------------ | ------------------------- | ------------ |
| Copa Africana de Naciones 2008 | Ghana                     | Primera fase |
| Copa Africana de Naciones 2012 | Gabón y Guinea Ecuatorial | Primera fase |

## Clubes
| Club                  | País    | Año       |
| --------------------- | ------- | --------- |
| AS Nancy              | Francia | 2002-2011 |
| Bursaspor             | Turquía | 2011-2014 |
| RC Strasbourg         | Francia | 2014-2015 |
| AS Nancy              | Francia | 2015-2018 |
| COS Villers lès Nancy | Francia | 2020-2021 |